# Attentat de l’hôtel Monbar
 (décembre 2024).
La mise en forme du texte ne suit pas les recommandations de Wikipédia : il faut le « wikifier ».
Les points d'amélioration suivants sont les cas les plus fréquents. Le détail des points à revoir est peut-être précisé sur la page de discussion.
- Les titres sont pré-formatés par le logiciel. Ils ne sont ni en capitales, ni en gras.
- Le texte ne doit pas être écrit en capitales (les noms de famille non plus), ni en gras, ni en italique, ni en « petit »…
- Le gras n'est utilisé que pour surligner le titre de l'article dans l'introduction, une seule fois.
- L'italique est rarement utilisé : mots en langue étrangère, titres d'œuvres, noms de bateaux, etc.
- Les citations ne sont pas en italique mais en corps de texte normal. Elles sont entourées par des guillemets français : « et ».
- Les listes à puces sont à éviter, des paragraphes rédigés étant largement préférés. Les tableaux sont à réserver à la présentation de données structurées (résultats, etc.).
- Les appels de note de bas de page (petits chiffres en exposant, introduits par l'outil «  Source ») sont à placer entre la fin de phrase et le point final[comme ça].
- Les liens internes (vers d'autres articles de Wikipédia) sont à choisir avec parcimonie. Créez des liens vers des articles approfondissant le sujet. Les termes génériques sans rapport avec le sujet sont à éviter, ainsi que les répétitions de liens vers un même terme.
- Les liens externes sont à placer uniquement dans une section « Liens externes », à la fin de l'article. Ces liens sont à choisir avec parcimonie suivant les règles définies. Si un lien sert de source à l'article, son insertion dans le texte est à faire par les notes de bas de page.
- La présentation des références doit suivre les conventions bibliographiques. Il est recommandé d'utiliser les modèles {{Ouvrage}}, {{Chapitre}}, {{Article}}, {{Lien web}} et/ou {{Bibliographie}}. Le mode d'édition visuel peut mettre en forme automatiquement les références.
- Insérer une infobox (cadre d'informations à droite) n'est pas obligatoire pour parachever la mise en page.

Pour une aide détaillée, merci de consulter Aide:Wikification.
Si vous pensez que ces points ont été résolus, vous pouvez retirer ce bandeau et améliorer la mise en forme d'un autre article.
L' attaque de l'hôtel Monbar est une attaque à l'arme à feu menée le 25 septembre 1985 par les Groupes antiterroristes de libération (GAL) à Bayonne,, France, visant quatre membres de l'organisation terroriste militaire ETA. Les quatre hommes, soupçonnés par les forces de sécurité espagnoles d'être des hauts responsables de l'organisation, ont été tués, et une cinquième personne, sans lien avec l'ETA, a été blessée lors de la fusillade. Il s'agit de l'attaque la plus meurtrière menée par le GAL et, bien que deux des participants aient été arrêtés peu de temps après, une controverse a entouré la possible implication de personnalités de haut rang au sein de la police espagnole.
Cet attentat, ainsi que d'autres actions menées par le GAL, est devenu un sujet d'intérêt public pendant la campagne électorale espagnole de 1996, lorsqu'un juge du Tribunal national a déclaré que le ministre de l'Intérieur José Barrionuevo avait donné de l'argent du PSOE au groupe GAL clandestinement. Barrionuevo et son sous-secrétaire et secrétaire d'État à la Sécurité, Rafael Vera, ont été condamnés à dix ans de prison pour avoir autorisé un enlèvement et pour avoir détourner des fonds publics pour financer le terrorisme d'État. Ce scandale est  considéré comme l'un des facteurs clés de la défaite de le Parti socialiste ouvrier espagnol (PSOE) lors des élections générales de 1996, même si les hauts responsables du parti et le président Felipe González ont nié avoir eu connaissance des événements et y avoir participé.

## Contexte
Depuis mi-1968, le Pays basque français était le refuge favori de l’ETA, où résidaient la plupart de ses dirigeants et où ses commandos s'entrainaient et planifier leurs attaques. Ils opéraient également depuis la France, traversant la frontière pour mener leurs actions avant de fuir vers la France. Ceci a suscité des plaintes des autorités espagnoles, qui ont accusé leurs homologues françaises de ne pas en faire assez pour lutter contre l'ETA.
Pour les groupes armés opposés à l'ETA, il est logique qu'ils aient fait de Bayonne l'une de leurs principales bases en France,. Leurs actions sont connues dès 1975 : en avril 1975, la librairie basque Mugalde subit un attentat à la bombe, sans que personne soit blessé  ; et le 25 juin 1979, Enrique Gómez Álvarez, un militant présumé de l'ETA, est assassiné par le Bataillon basque espagnol (BVE), une organisation paramilitaire d'extrême droite active depuis 1975.
Le BVE se dissout en 1981. À partir de 1983 le GAL commence à commettre des attaques et des enlèvements avec des procédures similaires. Sa première attaque, à Bayonne, a lieu le 17 octobre 1983, est un enlèvement des membres présumés de l'ETA José Antonio Lasa et José Ignacio Zabala, dont les corps sont retrouvés à Alicante deux ans plus tard. Le lendemain, une autre tentative d'enlèvement a eu lieu, cette fois sans succès ; et en décembre, Ramón Oñaederra, un militant présumé de l'ETA, et Mikel Goikoetxea, un membre présumé de la direction de l'organisation basque, sont assassinés par le GAL lors d'actions distinctes,. En 1985 et jusqu'à la date de l'attaque de Monbar, deux autres personnes sont mortes et six autres ont été blessées lors de trois autres attaques terroristes dans la ville.

## Objectifs
Les cibles de l'attaque étaient quatre membres de l'ETA qui, selon les autorités espagnoles, étaient des membres de longue date de l'organisation :
- Ignacio Asteazunzarra « Beltza » fut arrêté en 1973 à Loyola, mais libéré par d'autres militants de l'ETA sous la menace d'une arme. Il semblerait qu'il faisait partie d'un commandement particulièrement actif en 1979 dans la province d'Alava[15].
- José María Etxaniz « Potros » a rejoint l'ETA en 1973 et est arrêté deux ans plus tard par la police espagnole avec 21 autres personnes et  avec la découverte d'une importante cache d'armes et d'explosifs. La police française l'a de nouveau arrêté en 1984[15]. Selon des sources antiterroristes en Espagne, il était le chef de l'ETA militaire dans la région de Vitoria[16].
- Agustín Irazustabarrena « Legra » appartenait au commandement Sega de l'ETA, selon la police espagnole. Il fuit vers la France en 1982 et a été arrêté en 1984 par les forces de sécurité françaises pour possession d'armes illégales, accusation pour laquelle il attendait son procès au moment de son meurtre[15]. Il serait responsable des opérations transfrontalières de l'ETA[16].
- José Sabino Etxaide appartenait à une cellule de collecte d'informations de l'ETA et avait fui vers la France en 1982[15].

## L'attentat
L'attaque s'est produite à 21h15 un mercredi soir, alors qu'était diffusé un match de football entre les équipes espagnole et islandaise. Les quatre assaillants sont sortis de leur voiture avec des fusils de chasse et des mitrailleuses et ont ouvert le feu sur le bar. Les balles ont touché la tête de trois de ses victimes et touché la quatrième au cœur. Trois des cibles sont mortes sur le coup, tandis que la quatrième est décédée peu après à l'hôpital. Une cinquième personne est blessée après avoir reçu une balle dans le pied, mais a survécu.
Trois des quatre assaillants ont pris la fuite à pied dans les rues de Bayonne. Poursuivis par un groupe de réfugiés basques témoins de l'attaque, deux d'entre eux sont capturés et remis à la police, après avoir jeté leurs armes dans la rivière près de l'hôtel Monbar. Les personnes arrêtées sont Pierre Frugoli et Lucien Mattei, tous deux considérés comme liés à la mafia marseillaise par la police française. Les policiers  ont ensuite récupéré dans l'Adour deux pistolets de calibre 9 mm,. Ses deux complices de la fusillade ont réussi à s'échapper dans un véhicule qui a ensuite été retrouvé abandonné à Saint-Sébastien,.
Le GAL a revendiqué l'attaque lors d'un appel téléphonique le lendemain de l'attaque, tandis que l'ETA a publié un communiqué confirmant que les quatre tués appartenaient à son organisation.

## Réactions
Le chef de la région du Pays basque José Antonio Ardanza condamne l'attaque : « Des actions comme celle-ci ne vont pas du tout nous aider à consolider la démocratie et à surmonter les problèmes de violence que nous avons dans ce pays. Cette attaque va provoquer une réaction et la fameuse spirale de violence ». Le Parti nationaliste basque a exprimé ses soupçons sur le fait que ces attaques fassent partie d'une « sale guerre » menée par l'État espagnol. Herri Batasuna, considéré comme le bras politique de l'ETA, a également accusé les services secrets espagnols de complicité dans de telles attaques et a remis une lettre de protestation au consulat de France à Bilbao, critiquant le gouvernement français pour son inaction contre les meurtriers. Le PSOE, alors parti au pouvoir en Espagne, s'est joint à cette condamnation, soulignant que ce type d'« actes criminels tentent de porter atteinte à la coexistence [de la communauté basque et de l'état espagnol] au Pays basque et d'empêcher la liberté des citoyens ». Le secrétaire général du partie socialiste du Pays basque, Juan Manuel Eguiagaray, a déclaré qu'il ne croyait pas que la solution aux violences de l'ETA consistait à "régler des comptes entre bandes terroristes.
Euskadiko Ezkerra, le Parti communiste espagnol et Alianza Popular ont également publié des déclarations condamnant l'attaque. Herri Batasuna a organisé de nombreuses manifestations, qui ont parfois abouti à des violences de rue et donc à des arrestations. Ils ont également appelé à une grève générale au Pays basque, même si elle ne fut limitée qu'à Saint-Sébastien et qu'aux villes natales des défunts.
Le groupe basque de ska et punk, Kortatu a dédié une chanson à l'attaque intitulée Hotel Monbar, sur l'album The State of Things.

## Procès
Le procès contre Pierre Frugoli et Lucien Mattei s'ouvre le 30 novembre à Pau, en France. Mattei, qui profitaient d'une remise de peine de 19 ans pour agression armée, est revenu sur ses aveux, tandis que Frugoli a reconnu que son intention a de tuer des membres de l'ETA. Il affirme avoir été recruté par des agents des services secrets espagnols, nommés Francis et Miguel, au bar La Samaritaine du port de Marseille. Avec Mattei, il a effectué plusieurs voyages à Saint-Sébastien pour recevoir des instructions sur l'attentat. Pour son dernier voyage, il fut loger à l'hôtel Orly de Saint-Sébastien, trois jours avant les événements. Il a ajouté que Francis lui avait offert 100 000 francs pour réaliser l'attentat et 50 000 pour chaque mort. François les a ensuite rencontrés à Bayonne, où il leur a fourni les armes à utiliser et l'identité des cibles.
Frugoli et Mattei ont identifié Francis comme étant José Amedo, commissaire adjoint de la police nationale de Bilbao. Les registres de réception de l'hôtel ont montré qu'Amedo séjournait à l'hôtel d'Orly en même temps que Frugoli et Mattei. Par conséquent, les juges français ont émis un mandat d'arrêt international contre Amedo. Son porte-parole a nié les accusations,.
Le 2 décembre 1987, les deux accusés sont condamnés à la réclusion à perpétuité. Mattei devra purger une peine d'au moins 18 ans de prison, tandis que la peine de Frugoli a ensuite été réduite à 20 ans. Leurs complices n'ont jamais été identifiés,.
Le procureur soupçonnait que Miguel qui avait recruté les terroriste soit Michel Domínguez, un policier espagnol d'origine française qui travaillait avec Amedo. En avril 1990, un serveur de l'hôtel London et un agent de sécurité du casino Kursaal de Saint-Sébastien ont déclaré avoir vu Amedo et Domínguez à plusieurs reprises en compagnie de Mattei et d'autres mercenaires du GAL.
En mars 1991, l'affaire accusant Amedo et Domínguez concernant l'attentat de Monbar a été classé faute de preuves, bien qu'en septembre de la même année tous deux aient été condamnés à 108 ans de prison pour avoir organisé d'autres actions du GAL,. En novembre 1994, le juge de la Cour nationale Baltasar Garzón a rouvert le procès Monbar, inculpant trois autres personnes : Julián Sancristóbal, qui avait été directeur général de la Sûreté de l'État ; Juan Alberto Perote, ancien chef du Groupe opérationnel spécial médias du CESID ; et Francisco Álvarez, ancien chef du Commandement unique de lutte contre le terrorisme. Ils ont tous nié les accusations et l'affaire a été classée à nouveau en octobre 2001 Garzón a déclaré que, même s'il existait des soupçons fondés quant à la participation de certains des accusés, il n'y avait pas suffisamment de preuves pour les poursuivre.

## Conséquences
L'auteur Paddy Woodworth a soutenu que « la campagne GAL a amené de nombreux Basques-Français à considérer les réfugiés [basques-espagnols] comme étant à l'origine d'un déclin rapide de l'économie locale, en particulier dans le secteur du tourisme, alors que la nouvelle se répandait selon laquelle les bars et les boulevards des stations balnéaires de la région étaient désormais la cible de groupes terroristes".  Dès lors, l’administration française a commencé à modifier sa position à l’égard des réfugiés, en renforçant la coopération transfrontalière avec ses homologues espagnoles. Cela a provoqué l'exil des militants de l'ETA vers d'autres pays et l'établissement de restrictions plus strictes pour ceux qui sont restés.
À mesure que l'affaire Monbar et d'autres similaires sont révélées, le GAL est de plus en plus controversée dans les années 1990, soulevant la question de savoir si les membres du gouvernement espagnol et des forces de sécurité de l'État avaient eu connaissance des opérations du groupe dans des villes comme Bayonne et, si c'était le cas., dans quelle mesure ils ont soutenu et financé les attaques. Le scandale atteint son paroxysme lorsque, lors de la campagne électorale de 1996, le ministre de l'Intérieur, José Barrionuevo, et son secrétaire d'État à la Sécurité, Rafael Vera, sont impliqués dans l'enquête. En 1998, tous deux sont condamnés à 10 ans de prison pour avoir approuvé un enlèvement et détourné des fonds destinés à financer le GAL. Outre plusieurs scandales de corruption et l'impact de la crise économique de 1993, le terrorisme d'État est considéré comme un facteur clé de la défaite du PSOE lors des élections ultérieures,.